# Karin Oberhofer
Karin Oberhofer (Bressanone, 3 novembre 1985) è un'ex biatleta italiana.

## Biografia
Originaria di Velturno, è entrata a far parte della nazionale italiana nel 2004. Tra i suoi primi risultati di rilievo figurano quelli ottenuti in occasione dei Mondiali juniores disputati a Presque Isle, negli Stati Uniti nel 2006, dove ha conquistato come miglior piazzamento il 5º posto nella staffetta.
In Coppa del Mondo ha esordito nel 2008 nella staffetta di Ruhpolding, chiusa al 12º posto, ha conquistato il primo podio nel 2010 nella staffetta mista di Kontiolahti (3ª) e la prima vittoria il 13 dicembre 2015 nella staffetta di Hochfilzen.
In carriera ha preso parte a due edizioni dei Giochi olimpici invernali, Vancouver 2010 (47ª nella sprint, 75ª nell'individuale, 53ª nell'inseguimento, 11ª nella staffetta) e Soči 2014 (4ª nella sprint, 14ª nell'individuale, 8ª nell'inseguimento, 13ª nella partenza in linea, 6ª nella staffetta, 3ª nella staffetta mista), e a cinque edizioni dei Campionati mondiali, vincendo tre medaglie.

## Palmarès

### Olimpiadi
- 1 medaglia:
  - 1 bronzo (staffetta mista[2] a Soči 2014)

### Mondiali
- 3 medaglie:
  - 3 bronzi (staffetta[2] a Nové Město na Moravě 2013; partenza in linea[2], staffetta[2] a Kontiolahti 2015)

### Europei
- 1 medaglia:
  - 1 argento (staffetta a Val Ridanna 2011)

### Coppa del Mondo
- Miglior piazzamento in classifica generale: 10ª nel 2015
- 6 podi (1 individuale, 5 a squadre), oltre a quelli conquistati in sede olimpica e iridata e validi anche ai fini della Coppa del Mondo:
  - 1 vittoria (a squadre)
  - 3 secondi posti (1 individuale, 2 a squadre)
  - 2 terzi posti (a squadre)

#### Coppa del Mondo - vittorie
| Data             | Località   | Nazione | Specialità                                                    |
| ---------------- | ---------- | ------- | ------------------------------------------------------------- |
| 13 dicembre 2015 | Hochfilzen | Austria | RL (con Lisa Vittozzi, Federica Sanfilippo e Dorothea Wierer) |

Legenda:

RL = staffetta

### Campionati italiani
- 9 medaglie[1]:
  - 5 ori (sprint, inseguimento nel 2010; sprint, partenza in linea nel 2013; partenza in linea nel 2014)
  - 3 argenti (sprint, partenza in linea nel 2011; sprint nel 2012)
  - 1 bronzo (inseguimento nel 2012)

### Campionati italiani juniores
- 3 medaglie[1]:
  - 3 bronzi (sprint, inseguimento nel 2005; partenza in linea nel 2006)

### Campionati italiani giovanili
- 2 medaglie[1]:
  - 1 argento (inseguimento nel 2004)
  - 1 bronzo (sprint 2004)